# Mastalus Ier d'Amalfi
Mastalus Ier d'Amalfi (italien : Mastalo) (né vers 880 mort vers 953/954) est l'avant dernier  patricius d'Amalfi. Il a comme successeur son petits-fis et homonyme, Mastalus II, qui est élevé au statut de  dux.

## Biographie
Mastalus Ier juge et patrice impérial est le fils  Manson Fusilis dernier préfet d'Amalfi depuis 898 qui l'associe au pouvoir dès 900 a qui il succède en 914:
Au cours de son long gouvernement soucieux de rendre sa charge définitivement héréditaire dans sa famille, Mastaslus Ier associe à son tour ses fils à l’exercice du pouvoir d'abord le protospathaire Léon jusqu'en 922/931; Il règne un moment seul avant de nommer co-régent son second fils, Jean juge et patrice impérial (939-947).
En 946, il se porte à l'aide de Gisolf Ier de Salerne, qui subit l’attaque combinée des armées de  Landolf II de Bénévent et Jean III de Naples. Mastalus Ier vainc les forces de Landolf dans une embuscade qu'il leur tend à La Cava. Après la mort de Jean, il règne de nouveau seul de 947 à 950,  avant d'associer le fils de Jean,  son petit-fils Mastalus II d'Amalfi. Il meurt vers 953/954.

## Postérité
De son union avec une noble anonyme naissent: 
- Léon né vers 905 mort 25 juin 931 préfet en 920
- Jean préfet en 931 (mort entre 26 juillet 947 et juillet 949) il épouse une certaine Androsa dont Mastalus II dux